# Executive Mansion
Executive Mansion (en français : manoir exécutif) est la résidence officielle et le lieu de travail du président du Liberia,. Situé en face du bâtiment du Capitole dans le quartier de Capitol Hill à Monrovia, le bâtiment actuel est construit sous la présidence de William Tubman, qui dure de 1944 à 1971. La construction a commencé en 1961 et s'achève en 1964,.
Le manoir est le théâtre du meurtre du successeur de Tubman, le président William Tolbert (en fonction de 1971 à 1980), lors du coup d'État de 1980.

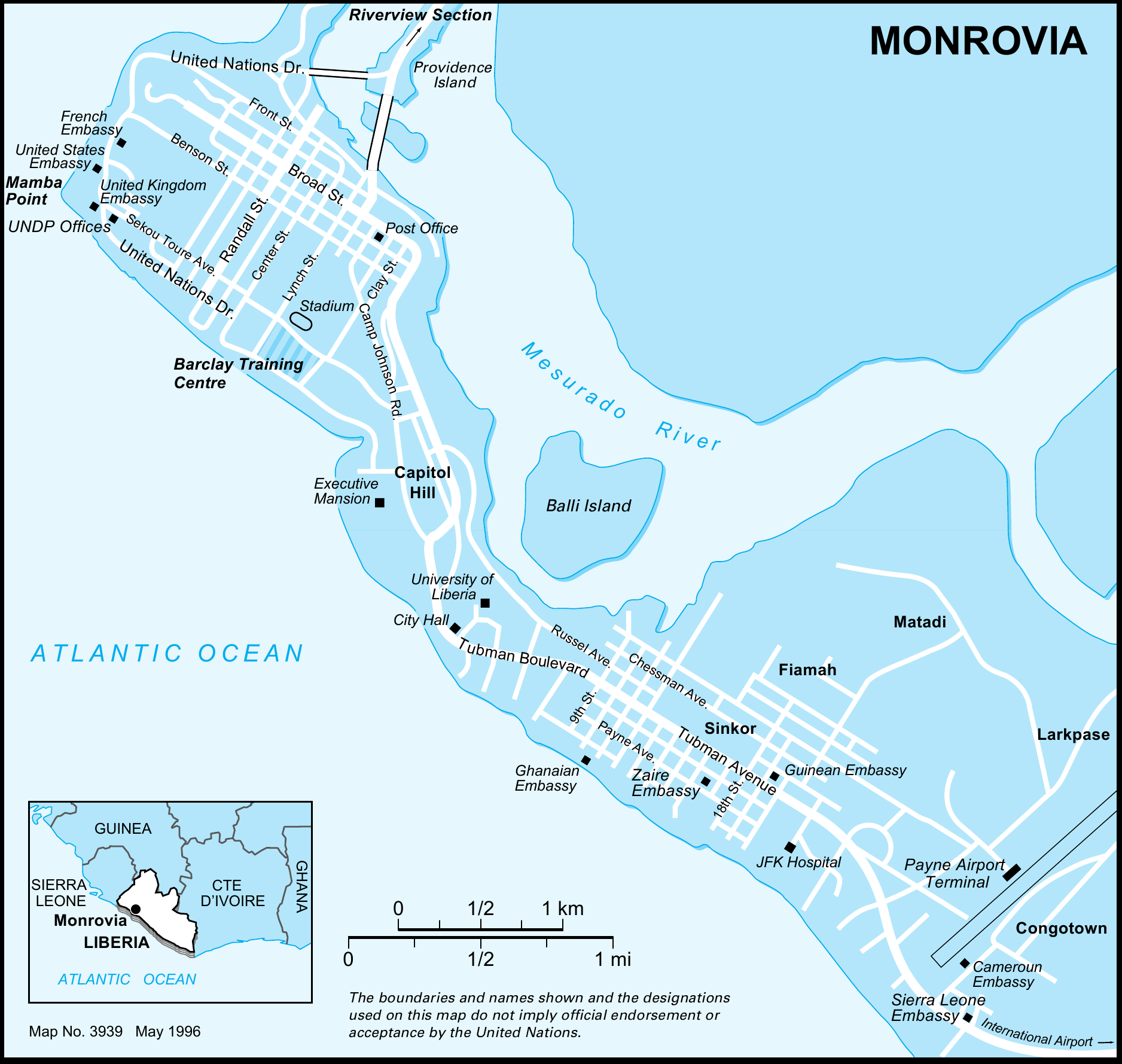
Une carte de l'ONU de 1999 de Monrovia, montrant l'emplacement de Executive Mansion.

Selon les audiences publiques de la Commission Vérité et Réconciliation (TRC), des rituels de sang et d'autres sacrifices sont pratiqués à Executive Mansion pendant la présidence de Samuel Doe, qui duré de 1980 à 1990. Ils étaient destinés à rendre le président ainsi que le manoir exécutif imprenables. Des centaines de personnes, en particulier des hommes, auraient également été tuées sur le terrain du manoir exécutif à la suite de la tentative de coup d'État manquée de Thomas Quiwonkpa en 1985.
Executive Mansion est détruit par un incendie le 26 juillet 2006, lors de la célébration du 159e anniversaire de l'adoption de la déclaration d'indépendance du Libéria. La présidente Ellen Johnson Sirleaf — en fonction de 2006 à 2018 — reçoit à l'époque des invités et des dignitaires étrangers dans les jardins du manoir exécutif. Dès le début de 2021, une réouverture est prévue pour le début de 2022. Le 14 février 2022, le manoir exécutif est rouvert.

## Galerie

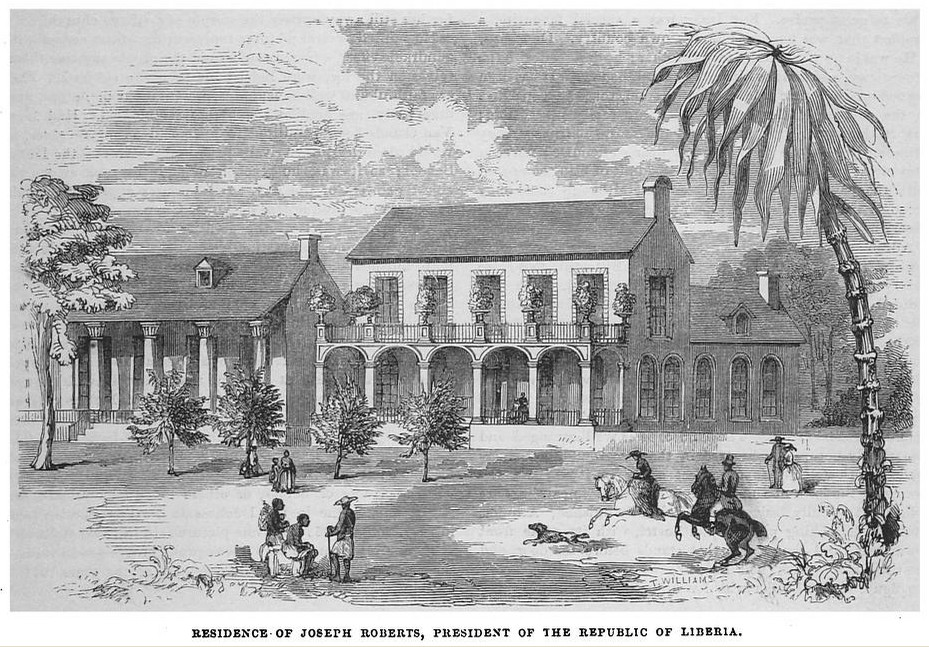
Résidence de Joseph Jenkins Roberts, premier président du Libéria, entre 1848 et 1852.
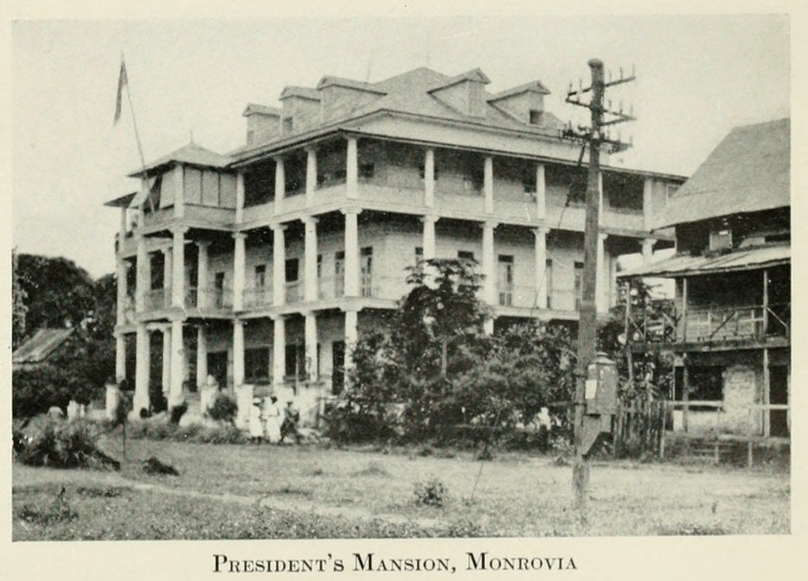
Ancien manoir exécutif, entre 1910 et 1920.